# Делемон
Делемон (фр. Delémont, итал. Delemonte) је град у северозападној Швајцарској. Делемон је главни град кантона Јура, као и његово највеће насеље.

## Природне одлике
Делемон се налази у северозападном делу Швајцарске, близу државне границе са Француском, која се налази 10 км северно. Од најближег већег града, Базела, град је удаљен 30 км југозападно, а од престонице Берна, град је удаљен 85 км северно.
Рељеф: Делемон се налази у омањој долини реке Сорн, на приближно 440 метара надморске висине. Окружење града је планинско - град окружују планине Јуре.
Клима: Клима у Делемону је умерено континентална.
Воде: Кроз Делемон протиче река Сорн, која дели град на већи, северни и мањи, јужни део.

## Историја
Подручје Делемона је било насељено још у време праисторије и Старог Рима, али није имало велики значај.
Први помен данашњег насеља под именом Делемонте био је 737. године. У следећим вековима Делемон и његова околина били су под управом немачких војвода из Алзаса, а касније из оближњег Базела, иако је локлано становништво било француско.
Вишевековно благостање и мир били су прекинути током Наполеонових ратова град је био присилно прикључен Француској. После тога град је постао део Швајцарске конфедерације и са околином је укључен у Кантон Берн.
Касније, током 19. века Делемонт се почиње полако развијати и јачати економски. Ово је довело до раста становништва и досељавања Немаца, који су 1880. године чинили 40% градског становништва.
Јачање немачког утицаја у овој области, традиционално насељеној Французима, довело је до појаве покрета за издвајање француског дела Кантона Берн у засебни кантон. Овај покрет јавио се 1947. године, да би 1979. године, на основу референдума, успостављен нови данас најмлађи Кантон Јура са Делемоном као главни градом.

## Становништво
2010. године Делемон је имао нешто нешто око 11.500 становника. Од тога 23,9% чине страни држављани.
Језик: Швајцарски Французи чине традиционално становништво града и француски језик је званични у граду и кантону. Међутим, до пре неколико деценија удео Немаца у граду је био значајан - 1880. године они су чинили 40% грађана. Али, последњих деценија њихов удео је осетно опао и данас је сасвим мали. Такође, градско становништво је током протеклих неколико деценија, досељавањем имиграната из различизих делова света, постало веома шаролико, па се на улицама Делемона чују бројни други језици. Тако данас француски говори 84,3% градског становништва, а прате га италијански (4,0%) и немачки језик (3,1%).
Вероисповест: Месни Французи су одувек били римокатолици. Римокатолици чине већину становништва - 70%, уз приметан удео протестаната - 13%.

## Галерија слика
- Главни градски трг
- Река Сорн
- Главна градска улица
- Римокатоличка Црква св. Марсела